# Кремінські каптажі
Кремі́нські каптажі́ — гідрологічний заказник місцевого значення в Україні. Розташована в межах Кремінського районі Луганської області, на захід від міста Кремінна. 
Площа 3900 га. Статус присвоєно згідно з рішенням Луганської обласної ради народних депутатів № 15/11 від 17 березня 1994 року. Перебуває у віданні: ДП «Кремінське ЛМГ», МПП «Стимул». 
Статус присвоєно для збереження унікального родовища підземних вод у балці Піщаний Єрик (долина річки Красна). Має карстове походження, у зоні верхньої крейди, в якій наявна система карстових порожнин. На поверхню виходить багато джерел — воклюзів та характерних западин, серед яких найбільша — западина «Лиман» (діаметр 1,5 км). Запас води — 9300 м³ на добу. Є джерелом водозабезпечення міста Кремінна. 
Територія заказника охоплює також частину лісового масиву (переважно сосна), а також великі лучно-болотні ділянки.